# 徳田廉之介
徳田 廉之介（とくだ れんのすけ、1998年5月15日 - ）は、山口県岩国市出身のハンドボール選手。ポーランドリーグのTarnów所属。3歳上の兄新之介もハンドボール選手である。

## 経歴
母と兄の影響で、IDBスポーツクラブでハンドボールを始める。
岩国工業高校時代は2016年の全国高校選抜大会、第67回全日本高等学校ハンドボール選手権大会(インターハイ)、国民体育大会で優勝し、3冠を達成した。インターハイでは優秀選手に選ばれた。
高校卒業後は筑波大学へ進学。大学3年の2019年9月に、ポーランドリーグのTarnówへ加入。
筑波大学を卒業後もチームに在籍し、2020-21シーズンには26試合で160得点を挙げリーグ得点王に選ばれた。
日本代表には2019年度第2回欧州遠征から招集され、2020年1月の第19回男子アジア選手権で日本代表として国際大会デビューを飾った。

## 詳細情報

### 背番号
- 3 (2019年 - )

## 代表歴

### 日本代表
- オリンピック(2020年)
- 世界選手権 (2021年)
- アジア選手権 (2020年)

#### 大会別成績
| 年     | 大会             | 対戦国                          | フィールド 得点 | 率    | 7m  | 合計 | 警告 | 退場 | 失格 |
| ------ | ---------------- | ------------------------------- | --------------- | ----- | --- | ---- | ---- | ---- | ---- |
| 2021年 | 世界選手権       | クロアチア戦 (予選ラウンド)     | 5/6             | .833  | 0/0 | 5/6  | 0    | 0    | 0    |
| 2021年 | 世界選手権       | カタール戦 (予選ラウンド)       | 1/1             | 1.000 | 0/0 | 1/1  | 0    | 0    | 0    |
| 2021年 | 世界選手権       | アンゴラ戦 (予選ラウンド)       | 1/2             | .500  | 0/0 | 1/2  | 0    | 0    | 0    |
| 2021年 | 世界選手権       | アルゼンチン戦 (メインラウンド) | 1/3             | .500  | 0/1 | 2/4  | 0    | 0    | 0    |
| 2021年 | 世界選手権       | デンマーク戦 (メインラウンド)   | 1/3             | .333  | 0/0 | 1/3  | 0    | 0    | 0    |
| 2021年 | 世界選手権       | バーレーン戦 (メインラウンド)   | 0/0             | .000  | 0/0 | 0/0  | 0    | 0    | 0    |
| 2021年 | 東京オリンピック | デンマーク戦 (予選)             | 0/0             | -     | 0/0 | 0/0  | 0    | 0    | 0    |
| 2021年 | 東京オリンピック | スウェーデン戦 (予選)           | 0/0             | -     | 0/0 | 0/0  | 0    | 0    | 0    |
| 2021年 | 東京オリンピック | エジプト戦 (予選)               | -               | -     | -   | -    | -    | -    | -    |
| 2021年 | 東京オリンピック | バーレーン戦 (予選)             | -               | -     | -   | -    | -    | -    | -    |
| 2021年 | 東京オリンピック | ポルトガル戦 (予選)             | 6/7             | .857  | 0/0 | 6/7  | 0    | 0    | 0    |

### 日本代表U-21
- ジュニア世界選手権 (2015年)
- ジュニアアジア選手権 (2019年)

### 日本代表U-19
- ユース世界選手権 (2015年、2017年)
- アジアユース選手権 (2016年)